# Owen Hargreaves
Owen Lee Hargreaves (Calgary, 20 de janeiro de 1981) é um ex-futebolista canadense naturalizado britânico que tinha como posição de Volante/Meia.
Com uma carreira marcada por muitas lesões, Hargreaves atuou em apenas 39 partidas no total (sendo 27 pela Premier League) durante sua passagem de quatro anos pelo Manchester United.
Jogador da Seleção Inglesa desde 2001, tinha opção para defender outra seleção; a do Canadá.

## Carreira
Iniciou a sua carreira profissional no Bayern Munique, vindo das categorias  base do clube bávaro. Atuava como volante.
Em maio de 2007, se transferiu para o Manchester United, após quase um ano de negociações com o Bayern, por um preço de cerca de 17 milhões de libras. No dia 31 de agosto de 2011 foi adquirido pelo Manchester City.

### Seleção Inglesa
Participou pela Inglaterra das Copas do Mundo de 2002 e de 2006. Foi eleito o melhor jogador em campo na partida em que a Inglaterra perdeu para Portugal nos penaltis pelas Quartas-de-Final em 2006, tendo sido o único jogador do English Team que acertou sua cobrança.

## Títulos
Bayern de Munique
- Campeonato Alemão: 2000–01, 2002–03, 2004–05, 2005–06
- Copa da Alemanha: 2002–03, 2004–05, 2005–06
- DFB-Ligapokal: 2000
- Liga dos Campeões da UEFA: 2000–01
- Copa Intercontinental: 2001

Manchester United
- Premier League: 2007–08
- Liga dos Campeões da UEFA: 2007–08